# Erik Visser (musicus)
Erik Visser (Jakarta, 18 november 1951) is een Nederlands zanger, gitarist, componist en producent.

## Biografie
De ouders van Visser en zijn jongere broer Hans vestigden zich in Ulvenhout. Hij kreeg gitaarlessen van Benny Ludemann in Breda en speelde daar aanvankelijk psychedelische rock in de groep Sloove. Later richtte hij een Nederpopband op tijdens zijn bouwkundestudie in Delft. In 1974 vestigde hij zich in Ierland waar hij trouwde en deel uitmaakte van Hybrid. Na een studie in Utrecht bij Wim Witteman richtte hij met fluitist Peter Weekers de akoestische groep Flairck op waarin hij tot 2014 actief is gebleven.
Daarnaast schreef, speelde en/of produceerde hij voor onder anderen Georges Moustaki, Roberto Edwards, Maggie Reilly, Mary Coughlan, Gavin Friday, Basily, Marius Preda, Ramses Shaffy, Alexandra van Marken, Natalia Rogalski, Jo Young.
In 2003 startte hij de Gitaaracademie van Austerlitz.